# Vladimír Brehovszký
Vladimír Brehovszký, někdy také Brehovzský (26. září 1925, Užhorod, Podkarpatská Rus, Československo – 28. ledna 1976, Praha) byl český malíř, ilustrátor, grafik a kurátor výstav.

## Život
Vladimír Brehovszký se narodil na Podkarpatské Rusi (dnes Zakarpatská oblast Ukrajiny). V letech 1945–1950 vystudoval Vysokou školu uměleckoprůmyslovou v Praze, v ateliérech Richarda Landera, Františka Muziky a Josefa Nováka.
V době normalizace vykonával funkci ředitele Středočeské galerie. Ilustroval téměř dvacet knih.

## Z knižních ilustrací
- Pavel Petrovič Bažov: Uralské báje (1951).
- Nina Bonhardová: Královský úděl (1951).
- Karel Jaromír Erben: České pohádky (1951).
- Vasilij Grossman: Obrana Stalingradu (1952).
- Arkadij Gajdar: Vojenské tajemství (1956).
- Diamantová sekera (1956).
- Eduard Bass: Na lodi za pohádkou (1957).
- Rudo Moric: První z Dvorů (1958).
- Josef Věromír Pleva: Malý Bobeš (1959).
- Vladislav Vančura: Markéta Lazarová (1959).
- Pavol Országh Hviezdoslav: Hájnikova žena (1959).
- Jiří Hronek: Zlato na Espaňole (1961).
- Oldřich Sirovátka: Poslední permoník (1965).
- Z ošatky carevny Pohádky (1969).
- Alexej Pludek: Pověsti dávných časů (1971).
- Viktor Palivec: Bójské pověsti (1976).